# 木元教子
木元 教子（きもと のりこ、1932年12月19日 - ）は、日本のエネルギー政策の評論家、ジャーナリスト。旧姓、町田（まちだ）。
夫はTBSを経て、現在青森テレビ監査役、息子二人（内の一人は、お笑いサイエンスライターの植木不等式）。実母は、生活評論家の町田貞子。

## 来歴・人物
北海道苫小牧市生まれ。中国（旧満州）で育つ。
4歳の時、父の仕事で旧満州の吉林省敦化に移住。終戦の1年前に、父が南方に出征したため、北朝鮮の羅津から新潟港へ最後の貨客船で帰国している。そのため同年代の中国残留日本人や、北朝鮮による日本人拉致問題に対しては深い思い入れがある。
東京都立豊島高等学校、立教大学文学部英文科、立教大学法学部卒業。
大学在学中の1956年5月にTBS（当時・ラジオ東京）に嘱託採用され編成局嘱託アナウンサーとして勤務したのち、1957年4月、社員採用され5期生アナウンサーとしてTBSに正式に入社する。TBS朝の情報・報道番組として、生のニュース番組のはしりとなった「ニュースレーダー」を、時の政治評論家細川隆元とともに出演、話題となる。細川は、今日の木元を育てた一人でもある。
1958年3月、TBSを退社し、フリーとなり、二人の子供を育てながら、フジテレビ「小川宏ショー」(1965年5月 - 1966年11月)、その後、同じくフジテレビ「3時のあなた」(1968年4月 - 1969年3月)の、各初代司会者となった。
その後、フジテレビと契約、初のメイン女性ニュースキャスターとなる。キャスター引退後、評論活動を中心とし、報道番組、社会情報番組等のコメンテーターをはじめ、フリーランスの立場で講演、執筆、シンポジウム等の総合企画・プロデュースを手がけ現在に至る。
近年は、エネルギー、特に原子力にウエイトを置き発言。原子力発電推進の急先鋒の一人である。一般国民とのパイプ役としての役割を意識し、原子力委員会に「市民参加懇談会」(2001年 - )を立ち上げた。木元の原子力へのかかわりは、「小川宏ショー」特番で毎年「原爆の日」に広島、長崎から生レポートを担当したことや、その後のニュースキャスターで、被爆国なのに「なぜ原子力か」との疑問から始まっている。だがその前の1963年 - 1964年に当時のNET(現在のテレビ朝日)で、「マンガのおじさん」という生番組の司会を木元が担当、手塚治虫と週一回の共演をしていた。木元が、エネルギー、原子力に取り組む原点には手塚治虫と『鉄腕アトム』が存在し、原子力委員になった木元の「原子力の平和利用」の主張に、大きな影響を与えている。2002年6月5日朝日新聞の朝刊2面。当時の福田康夫官房長官、また安倍晋三代議士が早稲田大学で、核兵器の保有は日本国憲法に違反しないとか、非核三原則の見直し発言を行ったことにつき、6月4日の原子力委員会で、木元委員が「原子力の平和利用に限っている原子力基本法にもそぐわない」と発言、抗議表明を求めた。しかし委員長は継続して検討するに留まった。その後、6月18日の朝日新聞「私の視点」に、木元の「核論議『平和利用限定』を忘れるな」の原稿が載っており、平和利用の番人とされる原子力委員会でただ一人、その立場を明確にしていた。また、1978年、当時小学5年の次男が学校から社会科の参考として「こわい原子力発電」というガリ版刷りの資料を持ち帰ってきた事に関心を抱き、自分の目で勉強し、確かめようと考え行動を起こしたと、原子力委員就任(1998年1月5日)の際に語った。またその時に、「見える」「逃げない」「行動する」原子力を委員のモットーとすると言明している。
2007年春、旭日中綬章を受章。
長男である木元俊宏は植木不等式のペンネームまたは本名で著作活動をしていた。1979年9月、本名にて『母親への公開状』（青娥書房）を出版している。 2025年5月に66歳で死去。

## 主な公職
- 内閣府 原子力委員会委員(1998年1月 - 2006年12月)
- 経済産業省 総合資源エネルギー調査会・委員(1989年1月 - )
- 文部科学省 中央教育審議会・スポーツ振興特別委員会委員(1998年8月 - )
- 農林水産省 21世紀村づくり塾　100人委員会委員(1989年10月 - )
- ETT『フォーラム・エネルギーを考える』運営企画委員(1990年7月 - )
- 食の教育推進協議会 共同創設者・実行委員(1993年11月 - )
- 生活構造改革フォーラム・代表(1994年3月 - )
- （財）社会経済生産性本部・評議員(1994年4月 - )
- NPO法人『21世紀の食は私達が作る会』代表(2005年12月 - )

ほか

## 著書
- 結婚も仕事もしたいあなたに（大和出版、1980年7月）
- 『子離れ親離れのすすめ』経済界、1981年12月14日。NDLJP:12142221。
- 『キャンパスへの旅』サンケイ出版、1982年6月25日。NDLJP:12122610。
- 結婚・こども、どう考えますか（三笠書房、1985年5月）
- 姑ばなれ、嫁ばなれ（海竜社、1988年2月）
- わたしの人生、今が一番（海竜社、1993年10月）
- ちょっと待って!暮らしとエネルギーを考える（株式会社エネルギーフォーラム、2001年12月）
- 絵本「100年後の地球」（株式会社エネルギーフォーラム、2003年11月）

ほか

## 資格
- 普通・自二・自動車運転免許
- 小型船舶操縦士・海技免許、
- アマチュア無線技士

など

## 出演番組
- かなりやゲーム（TBSラジオ）- 司会[1][3]
- 歌くらべ学校めぐり（TBSラジオ）- 司会[1][3]
- ホモちゃんの天気予報（TBSテレビ）[1][3]
- 1958年 僕も私も会いたい人（TBSテレビ）[2][4]
- 小川宏ショー（フジテレビ）
- 1981年 ライオン奥様劇場 教育スペシャル 母と子の教育戦線（フジテレビ、『ライオン奥様劇場』シリーズ唯一の非ドラマ）
- 1989年 月曜ドラマスペシャル「セクシャル・ハラスメン キャスター裕子の奪われた時間」（TBSテレビ）
- みのもんたの朝ズバッ!（TBSテレビ）

## その他
- レモンの天使（1971年10月 - 1972年3月、フジテレビ）- 主題歌及び副主題歌の作詞を担当した。作・編曲は越部信義。